# Jack and Jill vs. the World
Jack and Jill vs. the World is een Amerikaans-Canadese dramafilm uit 2008, geregisseerd, geschreven en geproduceerd door Vanessa Parise. De hoofdrollen worden vertolkt door Freddie Prinze jr., Taryn Manning en Robert Forster.

## Verhaal
Jack is dertig en heeft een normaal leventje. Tot op het moment dat hij Jill ontmoet. De knappe twintigjarige vrouw komt in zijn leven en hij wordt stapelverliefd. Het klikt goed tussen hen en ze beginnen een verhouding. Alleen verzwijgt Jill iets.

## Rolbezetting
| Acteur               | Personage |
| -------------------- | --------- |
| Freddie Prinze jr.   | Jack      |
| Taryn Manning        | Jill      |
| Robert Forster       | Norman    |
| Vanessa Parise       | Lucy      |
| Kelly Rowan          | Kate      |
| Peter Stebbings      | George    |
| Ingrid Doucet        | Sally     |
| Lisa Ciara           | Amberly   |
| Darrin Brown         | T-Bone    |
| Claudia Besso        | Melony    |
| Krista Sutton        | Emily     |
| Julian Richings      | Mr. Smith |
| Ethan Penner         | Wyatt     |
| Hannah Lochner       | Holly     |
| Charles Martin Smith | Carlin    |